# Yi I
Yi I (parfois orthographié I I), né en 1536 à Gangneung dans la province du Gangwon, mort en 1584, est un des deux  principaux érudits confucéens coréens de la dynastie Joseon, l'autre étant son aîné contemporain, Yi Hwang (Toegye). Il écrivait également sous le nom de plume de Yulgok.

## Biographie
Son nom s'écrit en coréen :  이이 Hangul - 李珥 Hanja.
La mère de Yi I s'appelait Sin Saimdang, une artiste et calligraphe. Son nom de plume, Yulgok, signifie "vallée de châtaignes" (율곡 ; 栗谷).
Son nom de courtoisie était Sukheon (숙헌 ; 叔獻).
Enfant prodige, il apprit à écrire en chinois à 3 ans et composa des poèmes en chinois classique avant d'atteindre 7 ans. Il passa ses examens de mandarinat à 13 ans.
Yi I renonça temporairement au monde en s'enfermant dans les montagnes du Diamant, à la suite de la mort de sa mère alors qu'il avait 16 ans. Il aurait pu poursuivre une vie de moine bouddhiste ou devenir un ermite taoïste, mais, comme il le dit à un moine rencontré dans la montagne, malgré son attirance pour la contemplation solitaire il se sentait appelé à réaliser une tâche pour la société.
À 29 ans, il réussit un examen supérieur, avec les meilleures notes, et commença à servir au sein de l'administration. Il écrit une thèse sur le sujet de Ch'ondoch'aek — qui était considéré comme un chef-d'œuvre littéraire, en montrant sa connaissance du confucianisme et du taoïsme.
À 34 ans, Yi I publia Tongho Mundap, un traité de 11 articles consacré à affirmer sa conviction qu'un gouvernement juste pouvait être réalisé pendant sa durée de vie, en montrant son envie d'y parvenir.
Il publia L'Essence du confucianisme en 1576.
À 48 ans, la maladie allait l'emporter au moment où le roi Sônjo, reconnaissant sa grandeur, lui avait confié d'importants postes d'État.  Les Œuvres complètes de Yulgok furent compilées après sa mort en 1584.
La plume de Yulgok est concise et profonde. elle ne s'atarde pas en longs développements qui risquent l'imprécision. Elle est claire et parfois incisive. Elle étonne et entraîne à la méditation. Certaines expressions ne se laissent pas découvrir facilement car elles ont prise sur le réel et expriment des dimensions cachées du coeur. 
En signe de respect, les Coréens appellent la mère de Yulgok « Sinsaimdang », nom qui comporte les caractères chinois de pensée et de responsabilité. Parmi ses disciples, Kim Chang-saeng (1548-1631). 
Une rue à Séoul est baptisée d'après son nom (Yulgongno) et il est représenté sur le billet coréen de 5 000 wons. Les Coréens ont célébré en 1984 le 400e anniversaire de la mort de Yukgog, et, en 2001, le 500e anniversaire de la naissance de Toegye.

## Œuvres
- Seonghakjipyo (성학집요, 聖學輯要)
- Gyeokmongyogyeol (격몽요결, 擊蒙要訣)
- Donghomundap (동호문답, 東湖問答)
- Gijasilgi (기자실기, 箕子實記)
- Gyeongyeonilgi (경연일기, 經筵日記)
- Suneon (순언, 醇言)
- Ses écrits les plus célèbres par ordre chronologique[3]
- Chakyôngmun, Écrit pour se diriger, 1555
- Chôndochh'aek, Livre de la Voie du Ciel, 1558, admiré jusqu'en Chine.
- Tongho, Questions et Réponses, 1569, traité politique proposant des réformes administratives.
- Lettres Philosophiques à Sông Howôn, de 1554 à 1583
- Manônpongsa, Adresse de dix mille caractères, 1574, essai de recommendations pratiques de changements politiques et sociaux.
- Sônghakchipyo, Anthropologie de la Sagesse, 1575, traduite et publiée intégralement en français en 2009 par Dr Philippe Thiébault sous le titre Anthologie de la Sagesse extrême-orientale
- Kyôngyôn ilgi, Journal d'Exposés devant le Trône, 1581, essai de critique historique et politique sur les événements coréens, de 1556 à 1581
- Hakkyo Mobôm, Modèle d'Académie, 1582, consacré à l'éducation de la jeunesse.
- Sôngch'aek, Traité sur la Sincérité, (sans date)
- Yôksuch'aek, Traité sur le Yijing, (sans date)
- Un recueil de poèmes écrits tout au long de sa vie.